# Kongens Bryghus' Salgsvogne
|  | Denne artikel er oprettet af botten Steenthbot ud fra en ekstern database. Den kan derfor have sproglige fejl eller mangler. Denne skabelon kan fjernes efter kontrol af indholdet. |

Kongens Bryghus' Salgsvogne er en dansk dokumentarisk optagelse fra 1933.

## Handling
Kongens Bryghus' salgsvogne kører ud den 14. september 1933. Bemærk de nye dekorative bagskilte. Optoget af hestevogne kører fra bryggeriets adresse på Vodroffsvej 25, op ad Frederiksberg Allé til Frederiksberg Runddel.